# Rubicon River
Rubicon River är ett vattendrag i Australien. Det ligger i delstaten Victoria, omkring 93 kilometer nordost om delstatshuvudstaden Melbourne.
I omgivningarna runt Rubicon River växer huvudsakligen savannskog. Runt Rubicon River är det mycket glesbefolkat, med 3 invånare per kvadratkilometer. Genomsnittlig årsnederbörd är 1 356 millimeter. Den regnigaste månaden är juli, med i genomsnitt 153 mm nederbörd, och den torraste är januari, med 55 mm nederbörd.